# Indická literatura
Indická literatura je literaturou vytvářenou na indickém subkontinentu do roku 1947 a od roku 1947 na území indického státu (od 1950 v Indické republice). Znamená to literaturu sahající hluboko do minulosti, až do 3. tisíciletí př. n. l., a zároveň literaturu v mnoha různých jazycích, vždyť jen Indická republika má 22 úředně uznávaných jazyků. V minulosti sehrála velkou roli literatura v umělém jazyku vzdělanců - sanskrtu (Mahábhárata, Rámájana). Po roce 1947 sehrává klíčovou roli hindština (Prémčand). Jediný indický nositel Nobelovy ceny za literaturu, Rabíndranáth Thákur, psal v bengálštině. Za součást indické literatury nutno považovat i muslimskou literaturu, a to i na území současného Pákistánu před jeho vznikem, ta byla kdysi psána zejména v perštině (Amír Chosrau Dihlaví), později ale i v jiných jazycích, zvláště urdštině (Muhammad Iqbal), ale třeba i bengálštině (Kazi Nazrul Islam). Část indické literatury je v angličtině, kterou přinesl britský kolonialismus. Existuje významná literatura v angličtině z doby koloniální nadvlády (Šrí Aurobindo, R. K. Narayan, Saródžiní Naidúová), a mnozí indičtí autoři si zvolili angličtinu jako svůj literární jazyk i po zisku nezávislosti (Arundhati Royová). Při určitém pojetí můžeme za součást indické literatury považovat i literaturu psanou Brity v Indii či Brity v Indii narozenými (Rudyard Kipling) nebo anglicky psanou literaturu Indů, kteří z Indie odešli nebo mají indický původ (Salman Rushdie).

## Starověká literatura
Nejstaršími písemnými památkami z oblasti dnešní Indie jsou pozůstatky harappské kultury s centry v Harappě a Mohendžodaru v období od poloviny 3. do poloviny 2. tisíciletí př. n. l. Harappské znaky (zvané též protoindické písmo) na pečetních destičkách však nebyly rozluštěny. Moderní bádání dokonce pochybuje, zda se skutečně jedná o písmo zachycující jazyk.
Od poloviny 2. tisíciletí př. n. l. se rozvíjela védská slovesnost, jejíž hlavní úlohou bylo zachovávavat a poskytovat vědění. Základem véd jsou čtyři rozměrné sbírky, sanhity: nejslavnější je Rgvéda(-sanhitá), sbírka znalostí rčů, tedy oslavných hymnů a modlitebních strof, jichž obsahuje 1028, dále pak Jadžurvéda, Sámavéda a Atharavavéda. K jednotlivým sanhitám se přimykají prozaicky psané bráhmany, složené z popisu provádění oběti a z výkladu a zdůvodnění jednotlivých sanhit a příslušných obřadů. Do textů bráhman jsou zařazeny také takzvané upanišady, určené zasvěcencům a zaobírající se v dialogické formě hlubšími pravdami a základními otázkami existence. Raná indická kultura byla přitom čistě orální – písmo se v Indii začalo pravděpodobně užívat až v období krále Ašóky ve 3. století př. n. l., a to pouze pro zápis prákrtů. K prvnímu soukromému zápisu textu v sanskrtu došlo až na konci 1. století př. n. l. Autoři véd jsou vesměs neznámí. Za autora gramatických textů (Vjákarana) je považován Pánini. Tradice hovoří také o muži jménem Vjása, který védy uspořádal.
Vjása měl napsat i značnou část Purán. Purány jsou hinduistické sbírky starých příběhů. Svými kořeny sahají sice hluboko do minulosti, ale nejstarší z nich získaly svou dnešní podobu na počátku našeho letopočtu a některé dokonce až kolem roku 900. Obsahem purán jsou mýty o vzniku vesmíru a bohů, božské, královské a hrdinské genealogie, životopisy světců a králů, chvalozpěvy, popisy poutních míst, ceremonií, slavností i právních zvyklostí. Nebyly vytvářeny jako umělecká literatura, obsahují mnoho folklórních prvků, což se projevuje na jejich nevybroušené formě a časté rozvleklosti. Jejich tvůrci byli lidoví vypravěči nebráhmanského původu, později je převzali kněží a uspořádali je do podoby knih. K nejvýznamnějším puránám patří Bhágavatapurána, která se věnuje bohu Krišnovi.
Širokou oblibu si v Indii získaly dva rozsáhlé hrdinské eposy, Mahábhárata a Rámájána, které vznikly postupným spojováním a nabalováním epizodických příběhů přibližně od poloviny 1. tisíciletí př. n. l. Rámajána je starším z obou eposů, kratším (24 000 strof) a ucelenějším, byť i ona obsahuje množství dějových odboček. Vypráví příběh Rámy a jeho manželky Síty. Ráma musí odejít se svou chotí do vyhnanství, kde je Síta unesena démonem Rávanou na jeho ostrovní sídlo. Konflikt se rozřeší až rozsáhlým válečným tažením, při kterém Rámovi pomůže opičí bůh Hanumán. Aby Síta dokázala, že se svému muži během zajetí nezpronevěřila, podstoupí zkoušku ohněm a vyjde z ní nedotčena. Legendárním autorem Rámajány je Válmíki. Je označován jako „adi kavi“ (doslovně „první básník“), tedy tvůrce hinduistické „slóky“, formy poezie, v níž je napsána většina velkých hinduistických sanskrtských eposů. O Válmíkim je známo jen minimum historických informací, nicméně odborníci se shodují, že ucelenost stylu původní Rámájany (bez dodatečně vložených náboženských částí) naznačuje, že autorem byl skutečně jediný člověk.
Druhý z eposů, Mahábhárata, velké vyprávění o válce Bháratovců (rozdělených na znepřátelené rody Kuruovců a Pánduovců), čítá plných sto tisíc dvojverší a patří mezi nejrozsáhlejší epická díla na světě. Zahrnuje mnoho vložených příběhů a epizod a na mnohé z nich je možné narazit také ve starších dílech indické slovesnosti. Její významnou součástí je také Bhagavadgíta (Píseň Vznešeného), obsahující množství různorodých filozofických myšlenek, přičemž primárně je věnována způsobům, jak dosáhnout osvobození z koloběhu zrození a smrti. Legendárním autorem Mahábháraty je již výše zmíněný uspořádavač véd Vjása.
Pataňdžali je znám především jako autor jóga súter, díky čemuž je považován za zakladetele jógy. Pataňdžaliho jógasútra byl nejčastěji překládaný staroindický text ve středověku, byl přeložen do cca 40 indických a 2 neindických jazyků - starojávštiny a arabštiny. Dílo upadlo do zapomnění na téměř 700 let a renesanci zažilo na konci 19. století díky úsilí Svámího Vivékánandy a teosofické společnosti. Popularity dosáhlo především ve 20. století. Pataňdžali byl rovněž autorem obšírného komentáře (Mahábhášja) k Pániniho Osmero pojednáním (Aštadhjájí) o sanskrtské gramatice. Předpokládá se, že jeho dílo vzniklo okolo let 200 až 150 př. n. l.
Klasická sanskrtská literatura vyvrcholila v prvním tisíciletí našeho letopočtu na jednu stranu v podobě oficiální a velmi náročné a rafinované kávjové literatury a na druhou stranu v podobě vyprávěcí literatury určené širokým vrstvám. Z vyprávěcí literatury proslula zejména sbírka bajek Pančatantra (Patero ponaučení), sestavená mezi 4. a 6. stoletím. Ze staroindického písemnictví právě ona nejvíce ovlivnila evropskou kulturu. Vyprávěcí literatura často čerpala z nedochované sbírky příběhů zvané Velké vyprávění (Brhatkathá). K takovým patří zejména spis Kathásaritságara, proslulé a rozsáhlé dílo kašmírského básníka Sómadévy překládané jako Oceán z řek příběhů, někdy pouze Oceán příběhů a pocházející z 11. století.
Staroindická kultura vytvořila také mnoho významných dramat, z nichž nejslavnějším je patrně Abhidžňánašákuntala (někdy jen Šakuntala). Tato hra, jejímž autorem je Kálidása, staví na příběhu o krasavici Šakuntale, kterou sice pojme za manželku král Dušjanta, ale poté se proviní zanedbáním péče o světce Durvásase. Je proto prokleta tím, že na ni její milý zapomene, a sama navíc ztratí prsten, kterým se mu má připomenout. Teprve po dlouhých peripetiích se dvojice znovu shledá. Kálidása kromě dramat psal také epiku a lyrické básně (například Méghadúta, Oblak poslem lásky) a epos Kumárasambhava (Zrození boha války). Je považován za jednoho z největších tvůrců kávjové literatury. Není známo, kdy přesně Kálidása žil, mnoho badatelů však spojuje jeho působení s dobou guptovského krále Čandagupty II. (vládl okolo 380–415).
Neopominutelnou součástí indické literatury jsou buddhistické texty, které zachycují učení Buddhy a které podle tradice začaly být zapisovány krátce po jeho smrti v 5. století př. n. l. Existují různé varianty buddhistického kánonu nazývaného tipitaka, z nichž nejznámější je Pálijský kánon pojmenovaný podle jazyka páli. Dělí se na tři základní souhrny pravidel: Vinajapitaka (Koš řádové disciplíny), Suttapitaka (Koš pouček) a Abhidhammapitaka (Koš víry). Nejpřekládanějším buddhistickým textem je Dhammapada chválící ve 26 básních lidské přednosti a ctnosti. Je součástí suttapitaky, stejně jako džátaky, oblíbené a cenné příběhy z minulých životů Buddhy, když byl ještě bódhisattvou (tím, kdo teprve dosáhne osvícení). K nejvýznamnějším starověkým buddhistickým indickým autorům patří Nágárdžuna. Jeho spisy byly základem pro vytvoření školy Madhjamaka (Střední cesta), která byla přenesena do Číny pod názvem Škola tří pojednání. Ašvaghóša napsal řadu divadelních her s buddhistickými náměty a několik výpravných básní v raném kávjovém stylu. Jeho Buddhačarita (česky vyšlo jako Příběh Buddhova života) je jedním z nejznámějších Buddhových životopisů. Saundaránanda pojednává o Buddhově nevlastním bratru a jeho konverzi k buddhismu.

## Středověká literatura
O středověké literatuře můžeme hovořit od 9.-10. století, byť hranice není zcela ostrá a zpočátku stále ještě dominuje sanskrt, náboženská témata a odvolávání se na klasická díla. Role staré indické literatury na pozdější vývoj je dobře čitelná z díla autora 9. století Ádi Šankara. Drtivá většina jeho díla spočívá v komentářích ke starým textům (Bhagavadgítě, Brahmasútře a hlavním Upanišadám), ty jsou shromážděny v Gaudapádíja-karikách. Známá jsou také filosofická pojednání o védántské filosofii jedné reality v Upadéša-sahasrí. Šankara citoval často z upanišad, když argumentoval proti učení sánkhji a jiným indickým filosofickým školám. Napsal i mnoho stóter (básní) oslavujících Kršnu, Višnua, Šivu, Déví, Gangu a další. Jeho údajně poslední dílo se nazývá Prabódha sudhákara (Měsíc Probuzení), v němž oslavuje čistou bhakti.
Za klasika středověké indické literatury lze považovat zejména básníka Kabíra. K jeho učení se dnes v Indii hlásí zhruba desetimilionová sekta Kabírova cesta (कबीर-पंथ). Tradice tvrdí, že působil a patrně se i narodil ve Váránasí. Jeho hlavní dílo se nazývá Bídžak (což možno přeložit jako Semínko či Sazenice). Významným posunem je, že Kabir v mnoha dílech opustil sanskrt. Právě Bijak je psán nářeční hindštinou (lingvisté hovoří o dialektech Avadhi, Braj a Bhojpuri v jeho díle). Krom hiduistických a védských zdrojů ve svém díle často citoval též Korán. Jeho jméno také pochází z arabského al-Kabīr - Velký. Legenda to vysvětluje tak, že byl v mládí adoptován muslimským párem, ale to se historikům jeví nejisté.
Hindštinu zvolila již také básnířka Mírábáí. Její básně a písně oslavovaly zejména boha Krišnu. Krišnu oslavovala jako "božského milence", takže její básně jsou i erotické. Dle tradice byla rádžputskou princeznou, která utekla z domu a toulala se s potulnými mystiky. Připisována je jí takřka tisícovka písní, které jsou v Indii oblíbené dodnes.
Krom odklonu od sanskrtu k lidovému jazyku je charakteristickým znakem indické středověké literatury nástup islámu a spolu s tím perštiny. K nejvýznamnějším autorům této linie patřil súfistický básník Amír Chosrau Dihlaví. Básně psal převážně v perštině, ale několik jich vytvořil i v hindustánštině. Je mu připisováno založení sufistického hudebně-poetického žánru qawwali, stejně tak to byl zřejmě on, kdo do indické kultury vnesl žánr zvaný ghazela. Psal hojně i kasídy. Působil na dvoře sedmi sultánů Dillíského sultanátu. K jeho vrcholným dílům patří sbírka Šehāb-al-dīn Maḥmera Badāʾūnī. Psal i romantické eposy (Širín u Chusrau, Madžnún va Lailá), básně mystické: Matla-ul-anvár (Východ hvězd), Áinei Iskandarí (Zrcadlo Alexandrovo) i lyriku: Tuhfat us-sigar (Dar mládí), Vasat-ul-haját (Střed života), Gurrat ul-Kamál (Lesk dokonalosti), Bakijjei nakijje (Čisté zbytky). Novinkou v perské literatuře je Amírovo literární zpracování osudu současníků, nejlepší prací tohoto druhu je příběh lásky syna sultána Childžia Chizrchána s gudžerátskou princeznou Duvalrání (Kissei Chizrchán u Duvalráni). Amíra lze označit i za předchůdce politické epiky, například jeho kniha Miftáh-ul-futúh (Klíč vítězství) je poetickým líčením schůzky dilijského sultána s jeho otcem, bengálským panovníkem.
Není to však tak, že by sanskrt byl opuštěn zcela. Sanskrtu zůstal věrný například Madhva, višnuistický filozof 13. století. Jeho nejvýznamnějším dílem byl komentář k Brahma-sútře nazvaný Púrnapradžňá-bhášja. Krom toho napsal dalších 36 děl v sanskrtu. Byl ovlivněn i nestoriánským křesťanstvím. Do indické filozofie a literatury vnesl materialistické prvky, odmítnutím konceptu máji, teze o nereálnosti světa.
O trvalé odolnosti sanskrtu svědčí i dílo Gosvámí Tulsídáse, autora století šestnáctého. Jeho hlavním tématem byl bůh Ráma, k jehož uctívání vyzýval a nabádal. Tradice mu připisuje 37 děl, odborníci mají za prokázané autorství dvanácti textů. K nejslavnějším z nich patří Rámčaritmánas (Jezero činů Rámových), básnická sbírka o sedmi zpěvech inspirovaná eposem Rámájana. Rámovy věnoval i sbírku Kavitavali. Svá díla psal ovšem krom sanskrtu i v jazyce awadhí. Ovlivnil i indické divadlo, založil tradici takzvaných ramlila, tedy divadelních ztvárnění příběhů z Rámájany. Přestože jeho kampaň za uctívání Rámy bývá považována za pokus o vytlačení kultu Krišny ze severní Indie, Tulsídas napsal i sbírku 61 chvalozpěvů na Krišnu pod názvem Krišna gitavali.

## Moderní literatura
Moderní indická literatura vzniká s reakcí na fakt britského kolonialismu a příchodu moderní civilizace obecně. V 19. století autoři volili především poezii a tradiční filozoficko-náboženské úvahy, které se pozvolna začaly politizovat. Próza byla dlouho Popelkou.
První cestou, cestou poezie, šel v 1. polovině 19. století Mirzá Ghálib. Byl muslimem a zvolil tedy tradiční perštinu a urdštinu (což je jazyk velmi blízký hindštině, ovšem užívají ho zejména muslimové, zatímco hindštinu hinduisté). Psal básně tradičních forem, zejm. ghazely, ale formu výrazně zjednodušil, a tím přiblížil lidovému čtenáři. Ghálib viděl a prožíval úpadek Mughalské říše a rostoucí vliv Britů v Indii. Byl rovněž svědkem prvního velkého protibritského povstání roku 1857. To vše se stalo námětem jeho děl.
Ve druhé polovině 19. století se nejvíce proslavil básník Rabíndranáth Thákur. Svá díla psal především bengálsky a na prožívaný střet západní a východní kultury reagoval voláním po jejich sblížení. Některé básně napsal ale i anglicky, a i díky tomu roku 1913 získal Nobelovu cenu za literaturu, jakožto první neevropský spisovatel vůbec. V poezii dovedl vyjádřit vlastenecké zanícení, krásu přírody i milostné okouzlení, v pozdější fázi jeho tvorby se pak jeho básně vyznačují duchovní reflexí a hledáním smyslu lidského života. Psal ovšem i prózu, nejoceňovanější z ní jsou jeho povídky, v nichž rodící se indickou moderní prózu formoval především jistým rozvolněním (např. hovorový jazyk), otevřením nových témat a humanistickou tendencí. Dvě jeho písně jsou nyní státními hymnami: v Bangladéši Amar Shonar Banglaa (1906, Mé zlaté Bengálsko) a v Indii Jana Gana Mana (1911, Jsi vládce myslí všeho lidu). Zajímavé je, že v pozdějších létech, když byl Thákur konfrontován s národním hnutím vedeným Gándhím, s ním v mnohém nesouhlasil. Gándhího metoda bojkotů britského zboží podle Thákura poškozovala především indické zemědělce.
Tradičnější cestou filozoficko-náboženských úvah šel ve druhé polovině 19. století Svámí Vivékánanda. Kromě toho, že je otcem moderního hinduismu (tzv. neo-védanty), spojil ho rovněž s indickým moderním nacionalismem (toto spojení trvá dosud a způsobuje ovšem i řadu konfliktů). Ve své filozofii navazoval zejména na Ádi Šankaru.
Po první světové válce došlo v Indii k ohromnému kulturnímu rozmachu. Nejenže se zformovalo silné politické hnutí za nezávislost, ale vytryskla i silná literatura, která dokazovala rychlé zrání indické společnosti a její schopnost výzvám modernity čelit tvůrčím způsobem. Invence přicházela z mnoha jazykových oblastí. Persko-urdskou muslimskou poezii reprezentoval Muhammad Iqbal. Za národního básníka je v současnosti považován zejména v Pákistánu. Muslimskou, avšak bengálskou poezii tvořil Kazi Nazrul Islam. Jeho básně především burcovaly k muslimskému povstání proti Britům. Jeho protibritský aktivismus, který se prolínal s jeho básnickou a písňovou tvorbou, ho přivedl několikrát do vězení a získal mu přezdívku Bidrohi Kobi, tedy „Básník rebel“. Nazrul Islama si jako národního básníka nárokuje především Bangladéš, kam byl v závěru života pozván, a kde zemřel. Hinduistickou nacionalistickou poezii tvořila zvláště Saródžiní Naidúová, jakkoli k tomu užívala angličtinu (sbírky Golden threshold, The Bird of Time nebo The Broken Wings). Byla nazývána „indická slavice“. Roku 1916 se setkala s Mahátma Gándhím a stala se vyznavačkou jeho učení a strategie nenásilného odporu, ahinsá. Roku 1925 ho dokonce vystřídala v čele Indického národního kongresu, jako první žena. Mnoho životopisných údajů spojuje Naidúovou s dalším básníkem - Šrí Aurobindem. I on studoval v Anglii a byl tam silně ovlivněn, i on si zvolil jako literární jazyk angličtinu, i on se po návratu do vlasti zapojil do indického hnutí za nezávislost a i jeho toto angažmá přivedlo do vězení. Ovšem na něj reagoval již zcela jinak než Naidúvá. Zatímco ji tato zkušenost ještě více politizovala, Aurobinda přivedla k mystice a plnému stažení z politiky. Vyvinul pak techniku, kterou nazýval integrální jóga. Její systém je popsán v jeho nejdůležitějším díle, spise Božský život. K dalším textům patří epická báseň Savitri a komentáře k Védám, Upanišadám a Bhagavadgítě.
Ovšem meziválečná éra přinesla i nástup indické prózy. Ta se na rozdíl od poezie a filozoficko-mystických spekulací nemohla opřít o velkou tradici. Není asi náhodou, že její základy položili dva učitelé. Prémčand v hindštině a urdštině a R. K. Narayan v angličtině. Prémčandova tvorba je realistická, typická jednoduchým hovorovým jazykem a vyhýbáním se sanskrtismům. Zabývá se v ní životem chudých a městské střední třídy. Ve většině svého díla silně kritizuje bráhmanskou ortodoxii a vystupuje proti náboženským třenicím mezi muslimy a hinduisty. Prémčand byl racionalistou, pro nějž bylo náboženství jen nástrojem, jímž mocní manipulují lidmi. I jeho tématem byl kolonialismus, ale také jiné problematické jevy indické společnosti jako je situace vdov, systém věna, rodiči dohodnuté sňatky, prostituce či korupce. Narayanovy prózy se odehrávají ve fiktivním jihoindickém městečku Malgudi, kde vládnou pověry a staré tradice. Byl někdy zván "indický Faulkner" či "indický Čechov", kvůli schopnosti popsat obyčejného člověka s jemným humorem, ale zároveň s odhalením tragiky v jeho životě. Začal psát ve 30. letech, ale nejvíce se proslavil románem The Guide z roku 1958 (česky vyšlo jako Průvodce). Jeho velkým příznivcem byl Graham Greene, který mu pomohl získat na konci 30. let reputaci ve Spojeném království.